# D'espairsRay
I D'espairsRay (ディスパーズレイ?, Disupaazurei) sono stati un gruppo musicale giapponese formatosi nel 1999.

## Storia dei D'espairsRay
Il gruppo è considerato uno dei gruppi visual kei di maggior successo degli ultimi anni.
Il 15 giugno 2011, tramite un comunicato sul loro sito ufficiale, hanno reso noto al pubblico lo scioglimento della band in seguito ai problemi di salute di Hizumi.

## Formazione
- Hizumi (02/03/1977) - voce

cantante e autore del gruppo. Prima di far parte dei D'espairsRay era membro dei Le'Veil, band Visual Kei nata probabilmente nel 1998, in cui suonava il basso. Della band faceva anche parte l'attuale batterista dei D'espairsRay, Tsukasa.
- Karyu (7/12/1978) - chitarra

chitarrista e seconda voce del gruppo, inoltre compone tutte le musiche della band ed è autore di alcuni testi. Inizia a suonare la chitarra all'età di 14 anni, quando frequenta la scuola superiore. In un'intervista, ha dichiarato di essere autodidatta. Prima di far parte dei D'espairsRay era membro dei Dieur Mind, band Visual Kei nata probabilmente nel 1998, in cui era il chitarrista Yoshitaka.
- Zero (31/07/1980) - basso

bassista e seconda voce del gruppo, inizia a suonare il basso a 12 anni circa, quasi per caso. Inizialmente la sua aspirazione era quella di essere il cantante di una band famosa, ma il suo carattere timido e la convinzione di non esserne all'altezza, lo hanno portato ad abbandonare quell'idea portandolo sulla strada di musicista. Egli infatti, in un'intervista, ha dichiarato di essere autodidatta. Prima di far parte dei D'espairsRay non risulta essere stato membro di alcuna band.
- Tsukasa (06/03/1976) - batteria

batterista e compositore del gruppo, ha iniziato a suonare la batteria circa a 14 anni e in un'intervista, ha dichiarato di essere autodidatta. Prima di far parte dei D'espairsRay era membro dei Le'Veil, band Visual Kei nata probabilmente nel 1998, in cui suonava la batteria. Della band faceva anche parte l'attuale cantante dei D'espairsRay Hizumi.

## Discografia

### Album
- 29/06/2005 - [Coll:set]
- 11/04/2007 - Mirror
- 11/03/2009 - Redeemer
- 28/07/2010 - Monsters

### Raccolte
- 14/03/2011 - ANTIQUE; best of

### EP
- 21/10/2000 - Kumo (蜘蛛?)
- 01/04/2001 - Genwaku (眩惑?)
- 21/07/2001 - -TERRORS-
- 05/06/2002 - SEXUAL BEAST
- 28/04/2004 - BORN

### Singoli

#### Demo tape
- 12/12/1999 - Ao (蒼?)
- 28/01/2000 - ｢S｣yste｢M｣
- 29/01/2000 - Sakura (さくら?)
- 26/09/2000 - Razor
- 29/08/2001 - Sixth Terrors
- 21/01/2002 - Ura Mania Theater ((裏マニアシアター?)
- 20/01/2003 - Itanji (異端児?)

#### Singoli originali
- 08/09/2002 - Ori no naka de miru yume (檻の中で見る夢?)
- 12/02/2003 - MaVERiCK
- 12/11/2003 - Gärnet
- 01/09/2004 - -GEMINI-
- 05/04/2006 - Kogoeru yoru ni saita hana (凍える夜に咲いた花?)
- 14/03/2007 - Squall
- 14/05/2008 - BRILLIANT
- 06/08/2008 - KAMIKAZE
- 03/12/2008 - HORIZON

### Videografia
- 29/01/2002 - Ura Video (裏ビデオ?); VHS
- 01/04/2005 - murder Day; DVD
- 08/03/2006 - [The world outside the cage]; DVD
- 20/12/2006 - LIQUIDIZE; DVD
- 05/09/2007 - Spiral Staircase #15 Final; DVD